# Salaam
Pour les articles homonymes, voir Salam.

Assalamu alaykum en thuluth, un style de calligraphie arabe.

Salaam est un mot arabe (سلام) signifiant paix. Il est aussi utilisé dans les formules courantes de salutation. Il peut s'agir de la paix entre deux individus ou entités (particulièrement entre Dieu et l'homme), ou de la paix intérieure, du calme, de la sérénité d'un individu.
Le mot est particulièrement connu comme formule de salutation (le terme de « salut » recouvre d'ailleurs la même notion), de bienvenue ou de séparation en langue arabe ; on le trouve d'ailleurs dans beaucoup d'autres expressions et noms. Sont dérivés de la même racine le « shalom » hébreu et le « šhālōm » des langues éthiosémitiques.